# Witold Repetowicz
Witold Adam Repetowicz (ur. 3 stycznia 1975 w Katowicach) – polski prawnik, dziennikarz prasowy i telewizyjny, reporter wojenny, autor filmów dokumentalnych i reportaży, naukowiec zajmujący się geopolityką oraz analityk specjalizujący się głównie w tematyce bliskowschodniej. 
Laureat Nagrody im. Kazimierza Dziewanowskiego Stowarzyszenia Dziennikarzy Polskich w 2017. 

## Życiorys

### Wykształcenie i kariera naukowa
Absolwent Wydziału Prawa i Administracji Uniwersytetu Jagiellońskiego. Przewodniczący Zarządu Krajowego Niezależnego Zrzeszenia Studentów w latach 1994–1995. W wyborach samorządowych w 2002 bez powodzenia ubiegał się o mandat radnego warszawskiej dzielnicy Ursus z listy komitetu Julii Pitery. W 2010 wykładał prawo na Panafrykańskim Uniwersytecie Pokojowym (Pan-African Peace University, Université Panafricaine de la Paix) w Uvirze w Demokratycznej Republice Konga.
W działalności naukowej specjalizuje się w zagadnieniach bezpieczeństwa i obronności, geopolityki, Bliskiego i Środkowego Wschodu oraz Afryki. Autor artykułów naukowych i opracowań o charakterze eksperckim, m.in. publikacji „Międzynarodowa jurysdykcja karna – szansą dla Afryki?” W 2022 uzyskał stopień doktora na Wydziale Bezpieczeństwa Narodowego Akademii Sztuki Wojennej w Warszawie na podstawie pracy pt. Bezpieczeństwo państwa i pozycja geopolityczna Iraku w kontekście tożsamości plemiennej, religijnej i etnicznej.
Zajmuje się także zależnościami pomiędzy migracjami, demografią a konfliktami zbrojnymi na Bliskim Wschodzie, przede wszystkim w Syrii i syryjskim Kurdystanie. W 2018 wprowadził pojęcie tzw. broni demograficznej (broń „D”) jako zagrożenia asymetrycznego. 
Ekspert Fundacji im. Kazimierza Pułaskiego. 

### Działalność zawodowa
Jako dziennikarz publikuje m.in. na portalu Defence24.pl, w „Do Rzeczy” i „Polsce Zbrojnej”. Jest autorem serii reportaży telewizyjnych o sytuacji humanitarnej na Bliskim Wschodzie i uchodźcach z Syrii. W latach 2017–2018 korespondent Polskiej Agencji Prasowej w Syrii i Iraku. 
Od 16 listopada do 22 grudnia 2017 przetrzymywany w więzieniu przez syryjski wywiad wojskowy. Został z niego zwolniony dzięki staraniom polskiego dyplomaty Krzysztofa Czapli. 

## Dorobek

### Książki
- Nazywam się Kurdystan. Trzecia Strona, Warszawa 2016, ss. 304. ISBN 978-83-645-2637-4.

Reportaż z podróży do Syrii i Iraku w latach 2014–2016. Według wydawcy stanowi opowieść o walce Kurdów z Państwem Islamskim, dążeniu do niepodległości, a także o sytuacji w syryjskiej Rożawie, w tym działaniach wojsk tureckich wobec ludności cywilnej. Za publikację tę od 2016 objęty jest zakazem wjazdu do Turcji.
- Allah Akbar. Wojna i pokój w Iraku. Wydawnictwo Czarne, Warszawa 2019, ss. 296, seria: Linie Frontu. ISBN 978-83-8049-815-0.

Reportaż będący wg wydawcy m.in. „próbą zmierzenia się z fałszywym obrazem Iraku – państwa, zdaniem Zachodu, sztucznego i skazanego na wojnę, gdzie na każdym rogu czai się terrorysta, szyici i sunnici skaczą sobie do gardeł, a między zniszczonymi budynkami przejeżdżają pancerne wozy stacjonujących wojsk”.
- Etnosektarianizm i trybalizm w Iraku. Bezpieczeństwo a tożsamość. Akademia Sztuki Wojennej, Warszawa 2024, ss. 402. ISBN 978-83-8263-398-6

Książka oparta na pracy doktorskiej, poświęcona zagadnieniom bezpieczeństwa państwa irackiego i dowodząca jego żywotności.

### Filmografia
(lista filmów niepełna)
- Europa Konfliktów (2021) - scenariusz i realizacja
- Życie po Państwie Islamskim (2018) – scenariusz i realizacja
- Powroty do ruin (2018) – scenariusz i realizacja
- Marazm i nadzieja (2017) – scenariusz i realizacja

### Nagrody
- Nagroda im. Kazimierza Dziewanowskiego SDP za reportaż „Marazm i nadzieja” oraz publikacje o problemach i wydarzeniach na świecie[16].
- Nagroda kurdyjskiej organizacji dziennikarskiej "Yekîtiya Ragihandina Azad" (kurd. "Unia Wolnych Mediów") w Syrii za książkę „Nazywam się Kurdystan”[11]
- Nagroda Ambasady Iraku w Polsce „za odwagę w pracy dziennikarskiej”[11].